# Missas Votivas
As Missas Votivas são parte do Missal Romano que trazem as missas para memória em vários casos.  No entanto, deve-se lembrar que estas missas não são próprias para  celebração oficial, mas apenas para a devoção popular.
Na organização do Missal Romano são precedidas pelas Missas pelas diversas necessidades, e seguidas pelas Missas dos Fiéis Defuntos.

## Organização das Missas Votivas
- 1: missa votiva da Santíssima Trindade com paramentos brancos.
- 1 bis: missa votiva da Divina Misericórdia com paramentos brancos.
- 2: missa votiva do Mistério da Santa Cruz com paramentos vermelhos.
- 3: missas votivas da Santíssima Eucaristia com paramentos brancos.
- 4: missa votiva do Santíssimo Nome de Jesus com paramentos brancos.
- 5: missa votiva do Preciosíssimo Sangue  de Cristo com paramentos vermelhos.
- 6: missa votiva do Sagrado Coração de Jesus com paramentos brancos.
- 7: missas votivas do Divino Espírito Santo com paramentos vermelhos.
- 8: missas votivas de Nossa Senhora com paramentos brancos.
- 9: missa votiva dos Santos Anjos com paramentos brancos.
- 10: missas votiva de São José com paramentos brancos.
- 11: missa votiva dos Santos Apóstolos com paramentos vermelhos.
- 12: missa votiva de São Pedro e São Paulo com paramentos vermelhos.
- 13: missa votiva própria de São Pedro Apóstolo com paramentos vermelhos.
- 14: missa votiva própria de São Paulo Apóstolo com paramentos vermelhos.
- 15: missa votiva de  um Apóstolo com paramentos vermelhos.
- 16: missa votiva de Todos os Santos com paramentos brancos.